# Sidydrassus
Sidydrassus is een geslacht van spinnen uit de familie bodemjachtspinnen (Gnaphosidae).

## Soorten
De volgende soorten zijn bij het geslacht ingedeeld:
- Sidydrassus rogue Tuneva, 2005
- Sidydrassus shumakovi (Spassky, 1934)
- Sidydrassus tianschanicus (Hu & Wu, 1989)